# Убийство в Месопотамии
«Убийство в Месопотамии» (англ. Murder in Mesopotamia) — известный роман Агаты Кристи, одно из самых крупных произведений её «восточного цикла» с участием Эркюля Пуаро. Впервые опубликован в Великобритании 6 июля 1936 года издательством Collins Crime Club.
Основан на личных впечатлениях А. Кристи от археологических раскопок в Ираке под руководством Леонарда Вулли, в которых она принимала участие в 1929 и 1930 годы. Его жена Кэтрин Вулли послужила прототипом Луизы Леденер. Детектив был задуман по предложению Эгли Уитборна, архитектора из экспедиции Вулли. Кроме того, в образе мужа-археолога, страстно влюблённого в жертву, угадывается Леонард, а в черновых набросках плана книги даже фигурируют «супруги Вулли».
Роман отличается ярким психологизмом. Его действие разворачивается в Ираке в период британского протектората (до 1932 г.) и посвящено расследованию необъяснимого убийства супруги известного шведского археолога доктора Леденера, руководящего раскопками в местечке Тель-Яримджахе близ города Хассани.
Роман является приквелом написанного ранее её знаменитого романа «Убийство в „Восточном экспрессе“», то есть Пуаро садится на этот поезд уже после своего посещения Ирака и расследования этого убийства.

## Сюжет
Повествование ведётся от лица одного из подозреваемых в убийстве — медицинской сестры мисс Эми Ледерен, которая приехала на раскопки по просьбе мужа убитой за неделю до трагедии. Предисловие к роману написано от лица доктора медицины Джайлсона Райли (второстепенный персонаж), который дал рекомендации для мисс Ледерен. В образе мисс Ледерен. А. Кристи представляет один из своих идеалов простой, но умной и эмансипированной женщины. Исходя из логики повествования, оба рассказчика описывают события четырёхлетней давности. Целью рассказа является развенчание «множества самых чудовищных и нелепых слухов, дающих повод заподозрить, что суть дела так и не стала достоянием гласности».
Эркюль Пуаро оказывается случайно вовлечённым в расследование, направляясь по дороге из Сирии в Багдад. От лица полиции расследование ведёт капитан Мейтленд. Врачебные экспертизы осуществляет доктор Райли. В отличие от представителей британской полиции, описанных в других романах А. Кристи, Мейтленд относится к Пуаро не как к помощнику, а как к основному следователю. Он, в частности, говорит Райли: «Буду весьма рад такому сотрудничеству. У меня хорошие парни, с местными они управляются неплохо. Междоусобные распри, кровная месть — это всё по их части. Но, по правде сказать, дело вашей жены, Лейднер, мне не по зубам. Весьма запутанное дело. Буду счастлив, если этот малый, Пуаро, поможет мне». Великий детектив приходит к выводу, что к убийство совершил один из членов археологической экспедиции. Ни у одного из них нет надёжного алиби, а большинство относились к жертве неприязненно. В лагере совершается ещё несколько убийств. В конце концов Пуаро устанавливает, что убийство совершил муж Луизы.  

## Действующие лица
Жертва убийства:
- Луиза Лейднер — красивая американка, вышла замуж два года назад за доктора Эриха Лейднера. Вдова краткого брака в Первой мировой войне. В течение раскопок ведёт себя встревоженно.

Остальные герои:
- Медсестра Эми Ледеран — медсестра из Англии, 32 лет, рассказчик, по рекомендации от доктора Райлли отправилась помочь жене друга археолога, миссис Лейднер
- Доктор Райлли — гражданский врач в Хассаньехе, друг мистера Лейднера
- Шийла Райлли — дочь доктора Райли, около 20 лет
- Эрих Лейднер — археолог, руководитель раскопок в Телль-Яримьяхе около Хиссани. Сильно привязан к жене
- Ричард Кэри — давний коллега доктора Лейднера, красивый человек сорока лет
- Мисс Энн Джонсон — коллега доктора Лейднера, родом из Йоркшира
- Мари Меркадо — молодая преданная жена Джозефа, около 25 лет
- Джозеф Меркадо — коллега Лейднера, на раскопках уже второй год. В ходе расследования убийства выяснилось, что он давно употребляет наркотики
- Дэвид Эммотт — тихий и сдержанный молодой американец, второй год на раскопках
- Билл Коулман — молодой англичанин, первый сезон на раскопках
- Карл Рейтер — молодой человек из Чикаго, первый год на раскопках, фотограф находок
- Отец Лавиньи (Рауль Менье) — французский священнослужитель карфагенского ордена «Pères Blancs» (фр. «Белые отцы»), новичок в команде, специалист по эпиграфике

Расследующие убийство:
- Эркюль Пуаро — частный детектив родом из Бельгии, ехал из Сирии в Багдад, когда полиция Ирака и расследующий дело капитан Мейтленд предложили сотрудничество
- Капитан Мейтленд — британский полицейский, расследующий убийство

## Экранизация
В 2001 году роман лёг в основу одного из эпизодов британского телесериала Пуаро Агаты Кристи с Дэвидом Суше в главной роли. Сюжет претерпел значительные изменения. В частности, в число персонажей введён капитан Гастингс, в связи с чем роль Эми Ледерен существенно урезана.